# Ада-Кале
Ада-Кале (тур. Adakale — букв. «острів-фортеця», угор. Újorsova або Ada Kaleh, серб. Адакале/Adakale) — невеликий острів на Дунаї населений переважно турками, який був затоплений в 1970 році під час будівництва ГЕС Джердап I. Острів розташовувався приблизно за 3 км нижче за течією від Оршова. Розміри острова становили близько 1,75 км завдовжки та 0,4-0,5 км завширшки. У цьому турецькому ексклавів була мечеть і численні звивисті провулки. Він був відомий як вільний порт і лігво контрабандистів.
Форт на острові був побудований австрійцями для захисту від Османської імперії. В 1699 році острів перейшов під турецький контроль, але в 1716 — 1738 роках він був знову захоплений австрійцями. Після чотиримісячної облоги в 1738 році Ада-Кале знову перейшов до турків. В 1789 році австрійці в черговий раз захопили острів, але повернули його у відповідності з Свіштовським мирним договором договором від 4 серпня 1791 року, який завершив Австро-турецьку війну 1787-1791 років. Після підписання цього договору острів втратив своє військове значення.
Незважаючи на те, що після російсько-турецької війни 1877-1878 років територія, прилегла до острова відійшла від Османської імперії, власне Ада-Кале не фігурував у документах, підписаних на Берлінському конгресі 1878 року. Це дозволило острову залишатися де-юре турецькою територією і приватним володінням Османського султану до Лозаннського договору в 1923 року.
В 1878 — 1918 роках територія на північ від острова контролювалася Австро-Угорщиною, а південніше — Сербією. Османський уряд продовжував призначати керівників (нахіе мюдюрю) і суддів (каді). Мешканці острова, офіційно вважали громадянами Османської імперії, були звільнені від податків, митних зборів і призову на військову службу. Вони також мали право голосу під час загальних виборів в Османській імперії 1908 року.
12 травня 1913 року Ада-Кале був окупований військами Австро-Угорщини. Захоплення острова не було офіційно визнано османським урядом. Офіційно острів був переданий Румунії згідно Лозаннського договору 24 липня, 1923.
Населення займалося в основному вирощуванням тютюну і рибальством, а потім туризмом. В останні роки свого існування, населення острова становило від 600 до 1000 чоловік. Перед затопленням Ада-Кале частина жителів переїхала до румунського міста Констанца, а решта — до Туреччини на запрошення прем'єр-міністра Деміреля, під час його відвідування острову.
Мечеть острова Ада-Кале була побудована в 1903 році на місці францисканського монастиря. Килим з мечеті, подарований турецьким султаном Абдул-Хамідом II був перевезений в 1965 році в мечеть міста Констанца.